# Ambrożewicz
Ambrożewicz (Wąż) – polski herb szlachecki, odmiana herbu Bajbuza.

## Opis herbu
Opis zgodnie z klasycznymi regułami blazonowania:
W polu czerwonym włócznia czarna ostrzem w dół, przeszywająca głowę węża srebrnego, który jest okręcony wokół całej włóczni. 
Klejnot: trzy pióro strusie. 
Labry czerwone, podbite srebrem.

## Najwcześniejsze wzmianki
Z 1670 roku pochodzi wzmianka o Dawidzie Stanisławie Ambrożewiczu, sekretarzu królewskim.

## Herbowni
Ambrożewicz.